# Абура-сумаси
Абура-сумаси (яп. 油すまし, «Давящий масло») — ёкай в японском фольклоре, родом из города Амакуса, префектуры Кумамото. Это дух, который пугает людей в горах, считается призраком человека, который украл масло.
До электрификации Японии, масло было очень ценным товаром, необходимым для освещения и обогрева домов. Таким образом, кража масла, особенно из храмов и святилищ, считалась может привести к наказанию через реинкарнацию в ёкая. В настоящее время Абура-сумаси часто изображается как приземистое существо с телом, покрытом соломой, и головой в виде камня или картофеля. Этот облик вдохновлён произведениями мангаки Сигэру Мидзуки.

## Абура-сумаси в культуре и искусстве
Абура-сумаси появляется в японском фильме The Great Yokai War (妖怪大戦争 Yōkai Daisensō) режиссёра Такаси Миикэ.